# NGC 3013
NGC 3013 je galaksija u zviježđu Malom lavu.

## Vanjske poveznice
- SEDS: NGC 3013